# Bekbołot Myrzanazar uułu
Bekbołot Myrzanazar uułu (kirg. Бекболот Мырназар уулу; ur. 1998) – kirgiski zapaśnik walczący w stylu wolnym. Zajął 22. miejsce na mistrzostwach świata w 2022. Brązowy medalista mistrzostw Azji w 2020. Siódmy w indywidualnym Pucharze Świata w 2020. 
Drugi na mistrzostwach świata U-23 w 2021 i Azji U-23 w 2019 roku.